# Mrs Vandebilt
«Mrs Vandebilt» — песня в исполнении группы Wings, написанная Полом Маккартни и Линдой Маккартни для альбома Band on the Run. В качестве отдельного сингла эта композиция выходила в Континентальной Европе и Австралии.

## Общая информация
Начальные слова песни «Down in the jungle living in a tent, You don’t use money you don’t pay rent» ( (рус.) В джунглях, проживая в палатке, ты обходишься без денег и квартплаты) являются слегка изменённым популярным выражением известного английского комика Чарли Честера (англ. Charlie Chester): «Down in the jungle living in a tent, better than a bungalow, no rent» ( (рус.) Проживать в джунглях, в палатке, лучше чем в доме — нет квартплаты).
Сюжет песни излагается довольно кратко: «Если живёшь в джунглях, не беспокоят ни деньги, ни время, ни вообще ничего. Отстаньте от меня, миссис Вандебильт и миссис Вашингтон».
Композиция создавалась в африканском Лагосе (Нигерия) для альбома Band on the Run (1973 год). Первое обстоятельство, возможно, стало причиной упоминания джунглей в тексте. Позже, в Лондоне, в мелодию была добавлена партия саксофона.
Известно два варианта записи Mrs Vandebilt: стерео и квадрофонический, с наложениями дополнительных фрагментов смеха и акустической гитары.

## История исполнения
В среде западных музыкальных критиков Mrs Vandebilt считалась пустой и глупой песенкой с примитивным текстом, своего рода неудачным экспериментом экс-битла. Видимо, по этой причине Пол Маккартни долгое время не исполнял её на концертах. Ситуация изменилась после благотворительного выступления 14 июня 2008 года в Киеве, где на Площади Независимости собралось более 200 тыс. человек. Ещё задолго до него сайт Beatles.ru путём опроса установил, что наиболее желаемой песней является Mrs Vandebilt. К менеджменту концерта обратились с просьбой о её исполнении, но особых надежд никто не питал. Однако песня прозвучала. Как позже признался Маккартни, любовь к Mrs Vandebilt в бывшем Советском Союзе стала для него большой неожиданностью.
После киевского выступления 2008 года Mrs Vandebilt регулярно включалась в плей-лист концертов. По её исполнении, Маккартни, иллюстрируя слова движениями, дополнительно рассказывал, что композиция крайне популярна на Украине за ассоциацию припева с гопаком.

## Участники записи
- Пол Маккартни — вокал, гитара, бас-гитара, ударные
- Линда Маккартни — бэк-вокал, клавишные
- Денни Лэйн — бэк-вокал, гитара (в том числе 12-струнная)
- Хоуи Кейси[англ.] — саксофон[3]

## Интересные факты
- В названии песни опущена буква «R», хотя вроде бы оно намекает на громкую фамилию Вандербильт[4]. Неизвестно, была ли это ошибка записи или сознательный шаг с целью подстраховаться от возможных претензий. Сам Пол Маккартни утверждал, что о знаменитой семье не знал ничего, кроме наличия огромного состояния[8].
- Игра на барабанах Пола Маккартни была отмечена похвалой Кита Муна, одного из лучших рок-барабанщиков мира, включенного в Зал славы рок-н-ролла[4].
- В СССР композиция быстро получила особую известность, став одной из наиболее популярных песен на танцплощадках с названием по началу припева — «Хоп, хей хоп»[4][9].
- Для песни сделана оригинальная аранжировка, а также используется стереопанорамирование, популярное в начале 1970-х годов, с довольно чётким разнесением музыкальных инструментов по разным стереоканалам[10].

## Некоторыекавер-версии
- В 1975 году на музыку Mrs Vandebilt ВИА «Веселые ребята» исполнили песню в телевизионном фильме-спектакле «Бенефис Ларисы Голубкиной»[11].
- В 2000 году группа «Los Mismos» исполнила Mrs Vandebilt в альбоме «Todos Sus Exitos»[12].
- В 2003 году группа «Божья коровка» сняла клип на музыку Mrs Vandebilt[13].
- В 2010 году на ливерпульской битловской неделе (англ. Beatleweek) Mrs Vandebilt была исполнена Халом Брюсом (англ. Hal Bruce)[14].